# تقاطع (فیلم ۱۳۸۴)
تقاطع فیلم به کارگردانی ابوالحسن داوودی، نویسندگی  فرید مصطفوی و ابوالحسن داودی و تهیه‌کنندگی ناصر شفق و سعید حاجی‌میری محصول سال ۱۳۸۴ است.

## خلاصه داستان
دکتر مینو رحمانی متخصص زنان و زایمان، شوهرش مرده‌است و در حالی که قصد دارد با داریوش ازدواج کند، نگران تنها فرزندش امیر است. از سوی دیگر امیر بیشتر اوقات خود را با پدرام که یکی از دوستان هم‌دوره دانشگاهی‌اش است می‌گذراند. در یکی از روزها، پدرام که فرد مرفهی است، به اتفاق امیر برای خوشگذرانی و شب‌نشینی از خانه خارج می‌شوند، اما در مسیر به دلیل سرعت غیرمجاز پدرام، اتومبیل دیگری دچار حادثه شده و منجر به مرگ دو نفر به نام بهناز و مهسا می‌شود. در تقاطع، حول و حوش دکتر مینو رحمانی، امیر، بهناز و مهسا آدم‌های دیگری حضور دارند که به نوعی با تقاطعی بزرگ در زندگی روبه‌رو شده‌اند و تقاطع حوادث، زندگی آدم‌های بسیاری را تغییر می‌دهد.

## بازیگران
| بازیگر          | نقش               |
| --------------- | ----------------- |
| فاطمه معتمدآریا | دکتر مینو رحمانی  |
| بهرام رادان     | پدرام             |
| بیژن امکانیان   | حمید              |
| باران کوثری     | مهسا              |
| سروش صحت        | ناصری             |
| علیرضا حسینی    | امیر              |
| خاطره اسدی      | شادی              |
| السا فیروزآذر   | بهناز             |
| رضا رادمنش      | نادر              |
| محسن قاضی مرادی | ترقی              |
| آفرین عبیسی     | مادر بهناز و مهسا |
| شمسی فضل‌الهی    | مادر ناصری        |
| نیره فراهانی    | راننده وانت       |
| امیرمحمد زند    | دوست شادی         |
| بهانه رهنما     | مادر شادی         |
| مهوش وقاری      | مادر پدرام        |
| حسین روزبه      | حسابدار شرکت      |
| سهند جاهدی      | پسربچه گل‌فروش     |
| شراره دولت‌آبادی | پزشک              |
| مجید مظفری      | داریوش            |
| وحید رزاقی      | همسر بهناز        |
| الهام فرج‌پور    |                   |
| احسان حق‌شناس    |                   |

## جوایز
- تندیس؛ بهترین فیلم؛ ناصر شفق، سعید حاجی‌میری؛ دهمین جشن خانه سینما؛ بخش مسابقه فیلم‌های بلند؛ ۱۳۸۵
- تندیس؛ بهترین فیلمنامه؛ فرید مصطفوی، ابوالحسن داودی؛ دهمین جشن خانه سینما؛ بخش مسابقه فیلم‌های بلند؛ ۱۳۸۵
- تندیس؛ بهترین بازیگر نقش دوم مرد؛ بیژن امکانیان؛ دهمین جشن خانه سینما؛ بخش مسابقه فیلم‌های بلند؛ ۱۳۸۵
- تندیس؛ بهترین جلوه‌های ویژه؛ محسن روزبهانی؛ دهمین جشن خانه سینما؛ بخش مسابقه فیلم‌های بلند؛ ۱۳۸۵
- تندیس؛ بهترین طراحی هنری؛ امیرحسین اثباتی؛ دهمین جشن خانه سینما؛ بخش مسابقه فیلم‌های بلند؛ ۱۳۸۵